# Corazzo (Scandale)
Corazzo (nota in passato come Borgo Ponte Neto) è l'unica frazione del comune di Scandale (KR).

## Storia
Situata nella zona pianeggiante antistante il fiume Neto, nacque negli anni cinquanta grazie alla riforma agraria e su iniziativa dell'O.V.S. Prese questa denominazione nel 1225, quando Federico II assegnò tutto il territorio all'abate Milo dell'abbazia di Santa Maria di Corazzo. Di questa abbazia adesso rimangono solo i ruderi in provincia di Catanzaro.
Nel 1276, la zona più abitata sulla riva destra del Neto era la contrada Turrotio di Corazzo, che aveva all'epoca 904 abitanti (il doppio di quelli di Scandale).